# 毬谷友子
毬谷 友子（まりや ともこ、1960年3月25日 - ）は、日本の女優、元宝塚歌劇団雪組の娘役。本名は矢代友子（やしろ ともこ）で東京都港区出身、ジェイ・クリップ所属を経てフリーランス。愛称は「とんちゃん」。血液型A型、カトリック信者である。
父は劇作家の矢代静一、母は今井正監督の映画『青い山脈』（1949年版）、木下惠介監督の映画『女の園』などで知られる女優の山本和子、姉の矢代朝子も女優、母方の従妹にえまおゆう（73期、元雪組トップスターの絵麻緒ゆう）がいる。

## 来歴
- 幼稚園から雙葉学園で学ぶ[1]。
- 1980年に宝塚音楽学校を卒業し、宝塚歌劇団に66期生として入団して『フェスタ・フェスタ』で初舞台を踏む。音楽学校卒業及び入団時の成績は50人中12位[2]。同期に安寿ミラ、こだま愛、洲悠花などがいる。
- 1980年7月10日[2]に雪組へ配属される。
- 1980年連続テレビ小説『虹を織る』のヒロイン「仲良し5人組」のゆき役に選出される。
- 1983年に『ブルー・ジャスミン』の新人公演で初ヒロインに抜擢される。
- 1985年4月30日[2]に『花夢幻 / はばたけ黄金の翼よ』の東京公演千秋楽で宝塚歌劇団を退団する。
- 退団後は舞台を中心に活動して映画『夢二』などに出演する。父が脚本を書いた一人芝居『弥々』は毬谷が矢代に直談判して初演の舞台化以来「ライフワーク」として演じ続ける矢代と毬谷それぞれの代表作となる。
- 1989年にミュージカル『Sessue雪洲』（つる役）と『真夏の夜の夢』（ハーミア役）の演技で、第39回芸術選奨文部大臣新人賞大衆部門。
- 1992年に夢の遊眠社『贋作 桜の森の満開の下』（夜長姫役）と『弥々』（弥々役）の演技で第27回紀伊國屋演劇賞個人賞。
- 2002年に『弥々』（弥々役）の演技で第57回文化庁芸術祭優秀賞（演劇部門）。
- 2010年に『令嬢ジュリー』を演出する。
- 2016年3月7日からフリーランスの俳優となる。

## エピソード
- 芸名については、「友子は本名から、姓は聖母マリアから頂戴しました」と本人が答えている。入団時は本名での活動を希望したが「必ず芸名を付けなければならない」と言われ、洗礼名であるマリアを名字とする芸名とした。
- 「雨の夏、三十人のジュリエットが還ってきた」稽古中の2009年3月4日に、『笑っていいとも!』のテレフォンショッキングでテレフォンゲストとして出演し、精神疾患を意味する放送禁止用語を口にした。番組内でアナウンサーが謝罪した[3]。

## 宝塚歌劇団
- 1981年5月、『彷徨のレクイエム』アナスタシア皇女（第1部）
- 1982年5月、『ジャワの踊り子』新人公演：アミナ（本役：草笛雅子）
- 1982年9月、『愛の飛翔II』（宝塚バウホール）
- 1983年3月、『パリ変奏曲』新人公演：ジャンヌ（本役：花鳥いつき） / 『ゴールデン・ドリーム』（東京宝塚劇場）
- 1983年6月、『シェルブールの雨傘』ジュヌヴィエーヴ（博品館劇場）外部出演
- 1983年8月、『ブルー・ジャスミン』テレーズ、新人公演：ローナ・モレル（本役：遥くらら）  / 『ハッピーエンド物語』　新人公演初ヒロイン
- 1983年12月、『うたかたの恋』新人公演：ツェヴェッカ伯爵夫人（本役：真乃ゆりあ） / 『ハッピーエンド物語』（東京宝塚劇場）
- 1984年3月、『風と共に去りぬ』プリシー、新人公演：スカーレット・オハラ（本役：遥くらら）　新人公演ヒロイン
- 1984年5月、『愛の飛翔Ⅲ』（宝塚バウホール）
- 1984年9月、『千太郎纏しぐれ』お千代 / 『フル・ビート』
- 1985年1月、『花夢幻』 / 『はばたけ黄金の翼よ』ビアンカ　退団公演

## 俳優

### 舞台
- シェルブールの雨傘（1983年）　※宝塚歌劇団在団中に外部出演
- ラ・マンチャの男（1985年） - アントニア 役
- ラ・カージュ・オ・フォール（1986～88年）
- 十二夜（1987年）
- ビッグ・リバー（1988年）
- 贋作・桜の森の満開の下（1989年〔初演〕、1992年〔再演〕・夢の遊眠社）
- なよたけ（1990年・演出:坂東玉三郎）
- ゴドーを待ちながら（1994年・演出:鴻上尚史）
- 屋根の上のヴァイオリン弾き（1996年） - ホーデル 役
- 阿呆劇トゥーランドット姫（1997年）
- 地下鉄に乗って（2000年・音楽座）
- 8人の女たち（2004年）
- 天保十二年のシェイクスピア（2005年・演出:蜷川幸雄） - お冬 役、浮舟太夫 役
- 弥々
- タンゴ・冬の終わりに
- 音楽劇 コーカサスの白墨の輪
- 夢の浮橋[4]
- 桜の園（演出・蜷川幸雄）
- 雨の夏、三十人のジュリエットが還ってきた（2009年、作:清水邦夫、演出:蜷川幸雄）ニーナ・ハーゲンのNaturträneを歌う
- 令嬢ジュリー（2010年）
- チェーホフ!? 〜哀しいテーマに関する滑稽な論考〜（2011年）
- 浅草版・くるみ割り人形（2012年）
- 障子の国のティンカーベル（2014年〔初演〕、2015年〔再演〕、演出：マルチェロ・マーニ）
- 残り者（2020年　前進座錦秋公演　演出:鵜山仁）　サト姫(猫) 役

### テレビドラマ
- 連続テレビ小説（NHK総合）
  - 「虹を織る」（1980年 - 1981年、NHK大阪） - 島崎佳代の友人・ゆき役（当時は現役タカラジェンヌとして出演していた）
- 東芝日曜劇場（TBS）
  - 「こころ」（1991年、毎日放送） - 先生の妻 役
- NHKスペシャル「アインシュタインロマン」（1991年、NHK総合） - ミレーバ夫人 役
- 大河ドラマ（NHK総合）
  - 「琉球の風」（1993年） - 軍陀利 役
- デザートはあなた（1993年、毎日放送） - 山口奈々子 役
- ドラマ新銀河「愛をみつけた」（1995年、NHK総合） - 宮川花子 役
- BS日曜ドラマ「松ケ枝町サーガ」（1995年、NHK BS2）
- 火曜サスペンス劇場（日本テレビ）
  - 死の人工呼吸 （1994年11月） - 早田菜月 役
  - 警視庁鑑識班
    - 警視庁鑑識班 4「木は森に隠された」（1997年11月）- 今関圭子 役
    - 警視庁鑑識班 15「幼児誘拐が暴く女の悲しい嘘」（2002年10月）- 三輪良乃 役

  - 北の警察署長（1998年9月） - 五十嵐美雪 役
  - 警部補 佃次郎7 ここだけの話（1999年3月） - 久保由美 役
  - 女優（1999年6月） - 日下部綾 役
  - 15年目の夏（2001年8月） - 真鍋可奈子 役
- 金曜エンタテイメント「せつない探偵 柚木草平の殺人レポート」（1996年 - 2000年、フジテレビ） - 吉島冴子 役
- 月曜ドラマスペシャル「一色京太郎事件ノート4・京都西陣に消えた女」（1997年、TBS） - 千里孝子 役
- 新・半七捕物帳 第17話「張子の虎」（1997年、NHK総合）- お定 役
- 鬼平犯科帳 第8シリーズ 第5話「はぐれ鳥」（1998年、フジテレビ /松竹） - 津山薫 役
- おまえなしでは生きていけない～猫を愛した芸術家の物語～「第2夜 内田百閒」（2011年、NHK BSP）
- 月曜ゴールデン「狩矢警部シリーズ11・京都舞踊襲名殺人事件」（2012年、TBS） - 桜木麗花 役
- 赤い糸の女（2012年、東海テレビ） - 貴道多嶺 役
- プレミアムドラマ（NHK BSP）
  - 「かすてぃら」（2013年） - 明子先生 役
  - 「昨夜のカレー、明日のパン」第6話（2013年） - 富士子 役
- 水曜ミステリー9「葬儀屋松子の事件簿3」（2013年、テレビ東京） - 和田初栄 役
- 天国の恋（2013年、東海テレビ） - 浅妻徳美 役
- 怪奇恋愛作戦 第3話 - 第4話（2015年、テレビ東京） - 院長 役
- 日曜ワイド「人類学者・岬久美子の殺人鑑定7」（2017年、テレビ朝日） - 龍野彩乃
- ドラマ10「半径5メートル」（2021年、NHK総合） - 立花早苗 役

### バラエティ番組
- 時代劇法廷（2010年、時代劇専門チャンネル）#5「春日局」 - 春日局役
- しくじり先生 俺みたいになるなⅡ3時間スペシャル「なんもねぇ～！！」

ほか多数

### その他テレビ番組
- 小さな美の殿堂　海辺の美術館（1993年7月4日、NHK総合）
- 春らんまん・津軽の桜（1994年4月29日、NHK BS2）
- 芸術劇場（1996年4月 - 1997年3月、NHK教育） - 案内役
- 平成古寺巡礼（1996年、NHK BS2）
- 旅のチカラ「60歳のフラメンコ 俳優・大杉漣 スペイン・セビリア」（2011年4月9日、NHK BSP） - ナレーション[5]
- はじめてのこくご ことばあ!（NHK教育）

### 映画
- 東京上空いらっしゃいませ（1990年） - 田中郁子 役
- 夢二（1991年） - 脇屋巴代 役
- 外科室（1992年）
- 極道の妻たち 赫い絆（1995年） - 範子 役
- 娘道成寺 蛇炎の恋（2004年）
- 妖精フローレンス（1985年） - フローレンス 役
- 海でのはなし（2006年） - 楓の母親 役
- 宮城野（2010年） - 宮城野 役
- 日々ロック（2014年） - 風間泉 役
- リップヴァンウィンクルの花嫁（2016年） - 皆川晴海 役
- 花芯（2016年） - アパートの大家・北林未亡人 役[6]

### ラジオドラマ
- FMシアター（NHK-FM）　
  - 「大地の子エイラ」（1988年3月26日） - 主題曲歌唱
  - 「地球の祈り」（1996年8月17日）[7]
  - 「水の行方」（1998年4月11日） - 仁科玲子 役[8]
  - 「骨は珊瑚、眼は真珠」（2006年10月7日）[9]
  - 「餌の時間」（2007年2月10日） - 桜 役[10]
  - 「静かな大地」前編・後編（2011年10月15日・22日） - 宗形由良 役[11]
  - 「故郷の我が家」（2015年2月7日）[12]
  - 「星降る教室」（2016年7月16日） - クラムボン 役[13]
  - 「白き鳥、赤き花」（2017年3月11日） - 紅千草 役[14]
  - 「扉を開ければそこは」（2023年5月20日） - 雅美 役[15]
- AMステレオ放送1周年記念ラジオドラマ 「真夜中に野バラが歌う」（1993年3月15日、ABCラジオ）[16]
- 青春アドベンチャー（NHK-FM）
  - 「アルジャーノンに花束を」（1995年8月7日 - 11日） - アリス・キニアン 役[17]
  - 「ピエタ」（2012年4月30日 - 5月11日） - クラウディア 役[18]
  - 「帝冠の恋」（2017年1月30日 - 2月10日） - エステルハーツィー夫人 役[19]
  - 「ハプスブルクの宝剣」（2020年3月9日 - 4月3日） - カッセル方伯夫人・カロリーネ / 乳母 役[20]
  - 「イッツ・ア・ビューティフルワールド」（2021年3月15日 - 26日） - 梅原トシ 役[21]
- クラシックものがたり 「悲劇のマリー・アントワネット ～ ある侍女の日記」（1995年9月9日、NHK-FM）[22]
- クラシックものがたり 「サバトの夜の秘密 ～ 交響詩＂はげ山の一夜＂」（1995年9月23日、NHK-FM）[23]
- ドラマスペシャル 「ソフィーの世界」前編・後編（1996年1月14日・15日、NHK-FM） - ヒルデ 役[24]
- 特集オーディオドラマ 「怪し野」（2003年5月4日、NHK-FM）[25]

### 写真集
- 毬谷友子 一九九四（1994年、宝島社）